# Rio Caeté (Pará)
O rio Caeté é um curso de água que banha a cidade de Bragança no estado do Pará, no Brasil.
O rio Caeté apresenta trechos com poucos aprofundados. Seu trajeto pelo município de Bragança é aproximado de 60 km para onde navegam pequenas embarcações. O rio pela margem direita, recebe as águas dos rios: Jequi, Cajueiro e Curi e pala outra margem os afluentes dos pequenos igarapés.

## Região de Integração
A Região de Integração do rio Caeté é composta por 15 municípios paraenses: Augusto Corrêa, Bonito, Bragança, Cachoeira do Piriá, Capanema, Nova Timboteua, Peixe-Boi, Primavera, Quatipuru, Salinópolis, Santa Luzia do Pará, Santarém Novo, São João de Pirabas, Tracuateua e Viseu.
A formação territorial da RI CAETÉ é consequencia da aglutinação de municípios das antigas microrregiões Bragantina e Salgado e, algumas cidades foram criados antes da construção da Estrada de Ferro Belém Bragança (1883-1906), entretanto foi durante a construção desta ferrovia que teve a intensificação da ocupação territorial dessa região.